# Famille Drigon de Magny
La famille Drigon, puis Drigon de Magny, est une famille française originaire de Blaisy-Bas en Côte-d'Or.

Elle donna au XIXe siècle trois héraldistes et généalogistes, réputés pour leur complaisance,.

## Filiation
Claude Drigon époux de Claudine Chambrette parents de :

François Drigon, laboureur à Blaisy-Bas, époux de Michelle Binville :
- Claudine Drigon, tourière aux dames Bernardines
- François Drigon, marchand vinaigrier, épouse Claudine Caron en 1706, parents de 14 enfants :
  - Jean Baptiste né en 1707
  - Claudine Drigon née en janvier 1709
  - Antoine né en décembre 1709
  - François Drigon né en 1711
  - Antoine Bernard Drigon, chanoine né en 1713, se marie à 80 ans avec Marie Simonnet, décédé en 1795[3].
  - Toussaint Joseph Drigon, né le 8 juillet 1715 à Dijon [4], maître paulmier épouse Françoise Mathieu en 1741
    - François Drigon né le 11 avril 1742 [5]
    - Bernard Drigon né le 28 aout 1744 [6]
    - Edme Drigon, né le 21 aout 1750 à Dijon St-Jean (Côte-d'Or)[7], eut de Jeanne Chambrette :
      - Claude Drigon, né le 9 janvier 1796 à Dijon[8], décédé en 1879 à Fiesole, généalogiste et héraldiste, créé marquis de Magny le 16 septembre 1845 par le pape Grégoire XVI[9], marié en 1822 avec Cornélie Chapponel (1800-1883), dont :
        - Édouard Drigon Comte de Magny (1823-1895), généalogiste
        - Ludovic Drigon Vicomte de Magny (1826-1914), généalogiste et héraldiste épouse en 1874 Catherine Coquillot mère de ses 2 fils :
          - Ludovic Gaston Roger Drigon de Magny (1859-1902), généalogiste et héraldiste épouse Noélie Goutierre en 1898 à Nice.
          - Henri Achille Claude né en 1860 à Bruxelles, décédé le 25 novembre 1872 [10].

        - Emile Drigon Chevalier de Magny (1827-1848)

      - Anne Justine, née en 1800.

  - Nicolas Drigon né en 1718
  - Philippe né en 1719
  - Claude Drigon, né en 1720, jumeau de Catherine
  - Catherine Drigon, née en 1720 décédée en bas âge.
  - Claudine Drigon, née en 1721.
  - Jeanne Drigon, née en 1723.
  - Catherine Drigon, née en 1725 épouse, en 1753 à Dijon, Claude Cune (descendance)
  - Françoise Drigon, née en 1726

## Principales œuvres
- Claude Drigon de Magny :
  - Archives nobiliaires universelles, Paris, 1843
  - Livre d'or de la noblesse de France, 5 tomes, Paris, 1844-1852

- Édouard Drigon de Magny :
  - Nobiliaire de Normandie, Paris, 1863

- Ludovic Drigon de Magny :
  - La science du blason, Paris, 1858
  - avec Jules Martinon, Le Nobiliaire universel, ou Recueil général des généalogies historiques et véridiques des maisons nobles de l'Europe, 1866
  - Armorial de France, 1858-1874
  - Armorial des princes, ducs, marquis, barons et comtes romains en France, créés de 1815 à 1890, et des titres pontificaux conférés en France par les papes, souverains du Comtat-Venaissin, 1890

## Critique
Plusieurs auteurs contestent la fiabilité des publications généalogiques du « tristement fameux » Claude Drigon de Magny, qu'ils accusent de s'être laissé aller « à toutes les fantaisies de son imagination. » Ainsi, Jean de Bonnefon estime que Magny et ses successeurs (ses fils et son petit-fils) « savonnèrent plus de vilains que n'anoblirent jamais tous les rois Capétiens, Valois et Bourbons réunis » (La Ménagerie du Vatican, 1906).

## Pour approfondir